# CONTROL Your touch
「CONTROL Your touch」（コントロール ユア タッチ）は、滴草由実の3枚目のシングル。

## 概要
本作発売から2週間後に発売されるアルバム『CONTROL Your touch』からの先行シングル。3作連続でタイトル曲は徳永暁人による楽曲提供となる。

## 収録曲
1. CONTROL Your touch
作詞：滴草由実　作曲・編曲：徳永暁人
2. MOVE ON
作詞：滴草由実　作曲：笠原智緒・大賀好修・YOKO Black. Stone　編曲：YOKO Black. Stone
3. Breathe again in my bed
作詞：滴草由実　作曲・編曲：北浦正尚
4. CONTROL Your touch 〜N-BALANCE Mix〜
Remixed by 渡辺"DJ NABE"弘光(FROM P.K.G PRODUCTION)
5. CONTROL Your touch -instrumental-